# Merops bullockoides
El abejaruco frentiblanco o de frente blanca (Merops bullockoides) es una especie de ave coraciforme de la familia Meropidae ampliamente distribuido en África subecuatorial.

## Descripción
Esta especie, al igual que otros abejarucos, es un ave delgada ricamente coloreada, pero con una máscara negra distintiva, frente blanca, cola cuadrada y la garganta de color rojo brillante. Las partes superiores son de color verde, con partes inferiores canela. La llamada es un chillido profundo.

## Distribución
Habita en las vastas regiones de la sabana del África subecuatorial. Su hábitat se compone habitualmente de campos abiertos, a menudo cerca de barrancos, porque esta es la región donde vive su comida (abejas).

## Comportamiento

### Anidamiento y reproducción

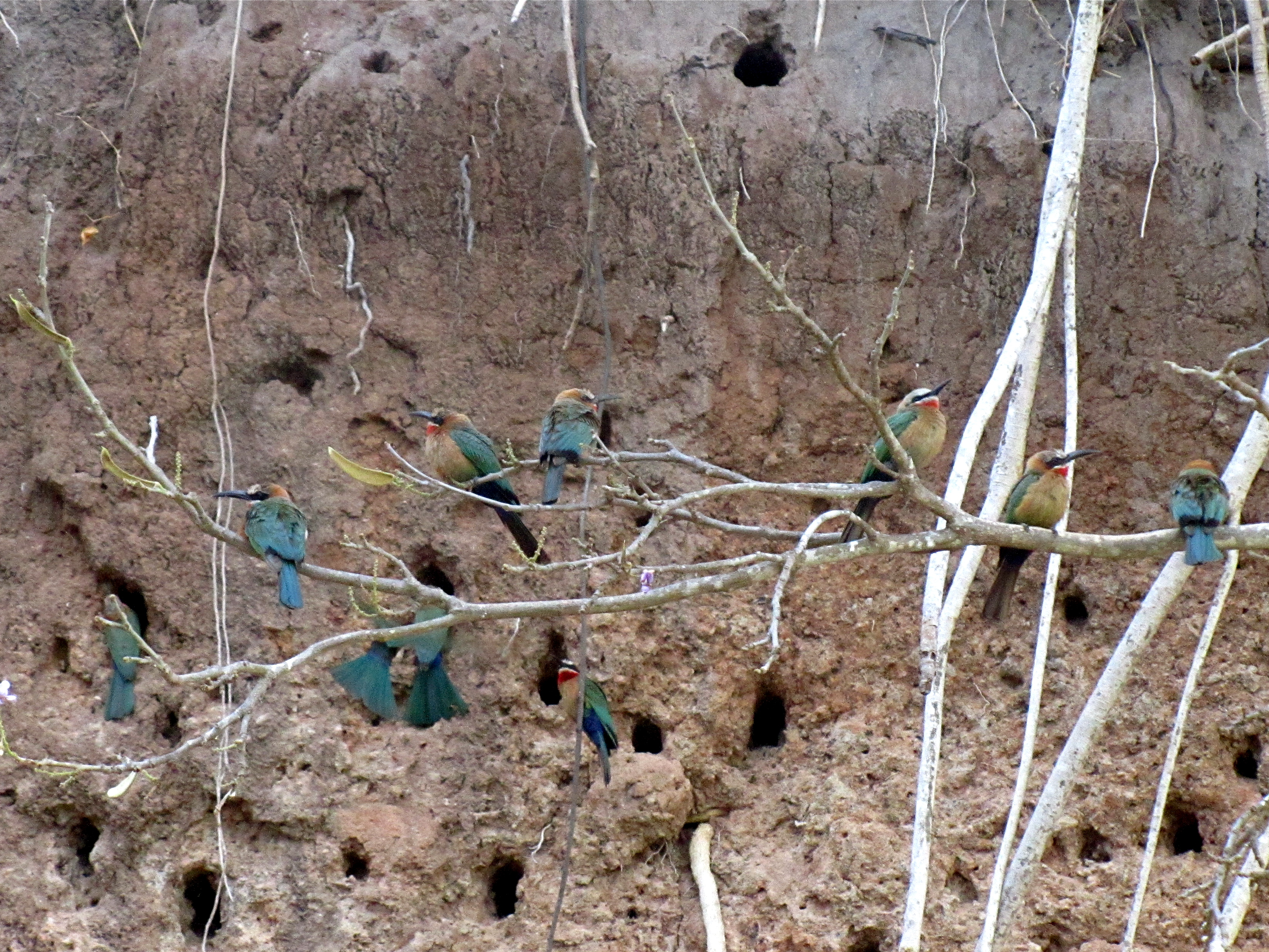
Una colonia de anidación en la reserva de caza Selous, Tanzania

Anidan en colonias con un promedio de 200 individuos, cavando agujeros en acantilados o bancos de tierra. Una población de abejarucos puede variar a través de muchos kilómetros cuadrados de sabana, pero llegarán a la misma colonia a descansar, socializar y para reproducirse. Los abejarucos frentiblancos tiene uno de los más complejos sistemas sociales basados en la familia encontrado en las aves.
Las colonias comprenden grupos familiares socialmente monógamos, extendidos con generaciones superpuestas, conocidos como «clanes», que exhiben la cría cooperativa. Los individuos no reproductores se convierten en ayudantes de sus familiares y los asisten para criar la nidada. En los abejarucos de frente blanca, este comportamiento de ayuda está particularmente bien desarrollado, con ayudantes asistiendo en la mitad de todos los intentos de anidación. Estos ayudantes pueden contribuir a todos los aspectos del intento reproductivo, desde la excavación de los dormideros o cámaras de anidación, alimentando a la hembra e incubando y alimentando a los polluelos; y tienen un gran efecto en el aumento del número de crías producidas.

### Alimentación

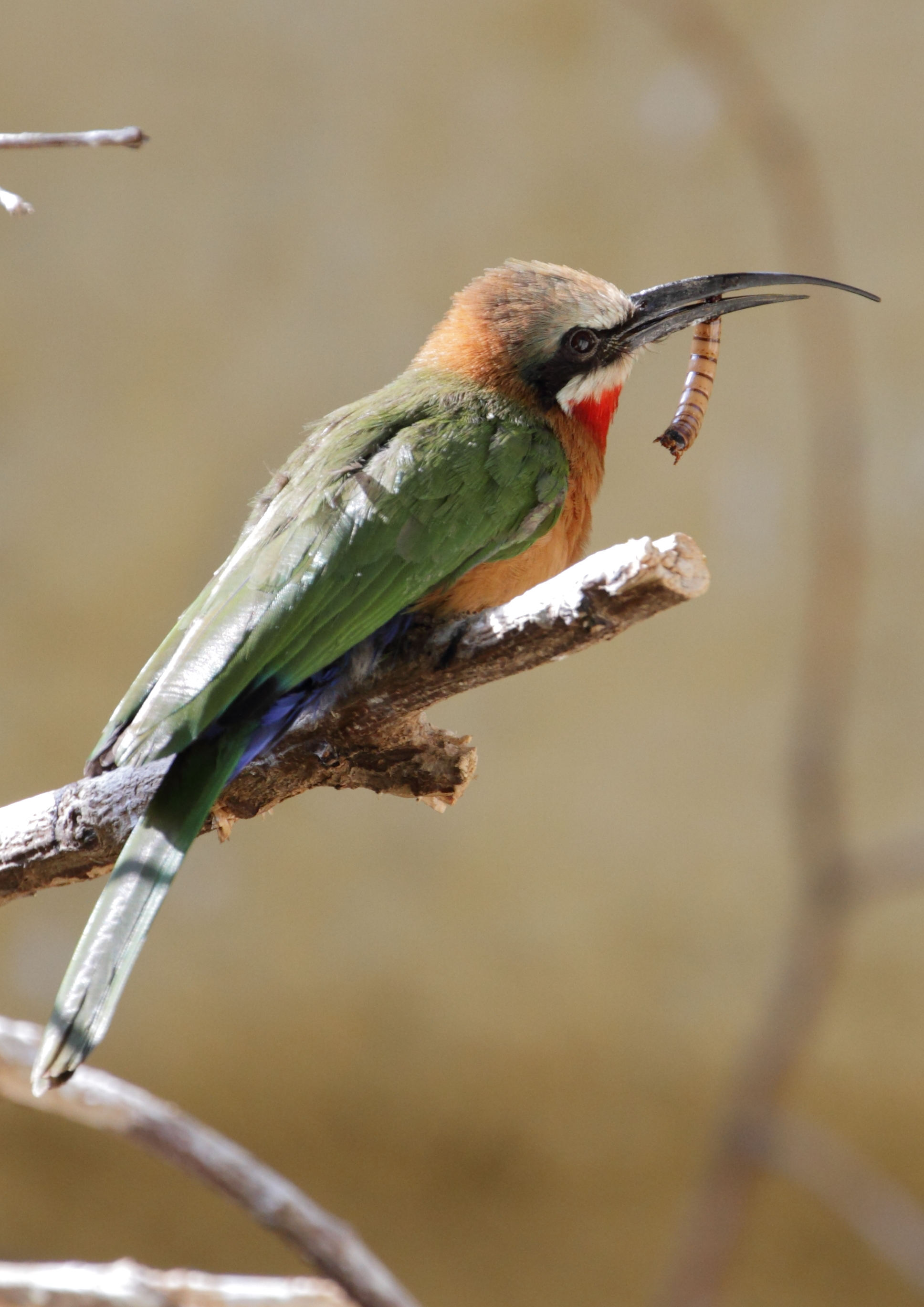
Con una presa

Su dieta se compone principalmente de abejas, pero también captura otros insectos voladores dependiendo de la temporada y la disponibilidad de las presas.Se han observado dos métodos de caza. O bien hacen vuelos rápidos desde las ramas más bajas de los arbustos y árboles, o se deslizan lentamente hacia abajo desde su percha y se ciernen brevemente para atrapar los insectos.